# Ulrich Fritsche
Ulrich Fritsche (* 1. April 1969) ist ein deutscher Wirtschaftswissenschaftler.

## Leben
Von 1991 bis 1996 studierte er Wirtschaftswissenschaften an der FU Berlin (Diplom-Volkswirt). Er promovierte 2003 an der Freien Universität Berlin. Seit Oktober 2009 ist er Universitätsprofessor für Volkswirtschaftslehre, insbesondere Empirische Wirtschaftsforschung, am Fachbereich Sozialökonomie der Universität Hamburg.
Seine Forschungsschwerpunkte sind angewandte makroökonomische Forschung, speziell die Analyse von Prognosen und Erwartungen, Erwartungsbildung in makroökonomischen Modellen sowie Probleme der europäischen Integration.

## Schriften (Auswahl)
- Stabilisierungs- und Strukturanpassungsprogramme des Internationalen Währungsfonds in den 90er Jahren. Hintergründe, Konzeptionen und Kritik. Berlin 2004, ISBN 3-428-11546-5.
- mit Erik Klär, Jirka Slacalek und Florian Zinsmeister: Makroökonomische Bedingungen für die Rückkehr zur Vollbeschäftigung. Plädoyer für einen mehrdimensionalen Ansatz. Hamburg 2007.
- mit Vladimir Kuzin: Unit labor cost growth differentials in the euro area, Germany, and the US. Lessons from PANIC and cluster analysis. 2007.
- mit Vladimir Kuzin: Analysing convergence in Europe using a non-linear single factor model. Hamburg 2008.